# Theresa Zammit Lupi
Theresa Zammit Lupi (* 16. Oktober 1972 auf Malta) ist eine maltesische Papierrestauratorin. Eine ihrer Entdeckungen am „Grazer Mumienbuch“ in der Universitätsbibliothek Graz verschiebt die Geschichte gebundener Bücher potentiell um 400 Jahre.

## Leben und Leistungen
Zammit Lupi, die nach eigener Aussage schon im Alter von 17 Jahren beim Erlernen von Sprachen merkte, dass sie als Restauratorin arbeiten wollte, studierte zunächst von 1992 bis 1996 Kunstgeschichte im Haupt- und Archäologie im Nebenfach an der Universität Malta. Ihre Bachelorarbeit verfasste sie zum Thema Portrait painting in Malta from the late nineteenth century to 1950. Danach setzte sie ihr Studium der Buch- und Papierrestaurierung  am Istituto per l’Arte e il Restauro im Palazzo Spinelli in Florenz fort. Ihre Diplomarbeit verfasste sie zum Thema Il Restauro e la Documentazione Storica del Cabreo di Fra Mario Bichi. Un Cavaliere dell’Ordine di San Giovanni di Malta. 2001 nahm sie ihr Studium in London erneut auf und erlangte ein Jahr später am Camberwell College der University of the Arts den Mastergrad. Thema der Masterarbeit war Wax seals: An outline of their history, composition and mechanical properties with particular reference to beeswax seals. Von 2004 bis 2008 folgte dort ein Promotionsstudium, das Zammit Lupi mit der Dissertation A codicological study on the L’Isle Adam (1521–1534) illuminated graduals. Manufacture, condition and proposals for conservation treatment erfolgreich als Ph.D. in Manuscript Conservation abschloss. Im Jahr 2017 war sie Fellow an der Houghton Library, Harvard University, Cambridge MA, und untersuchte die Verbindung zwischen dem Houghton Gradual (1520) und den Chorbüchern in Malta (1533).
Seit 1998 wirkt Zammit Lupi beruflich als Restauratorin. Ihre ersten Aufträge hatte sie im September des Jahres an der Biblioteca del Seminario Arcivescovile di Lucca. Bis 2004 folgten weitere Kurzzeitaufenthalte als Restauratorin am Archivio Storico Comunale und dem Gabinetto G.B. Viesseux in Florenz, dem Museum of the Order of St John, bei den Frederick Warne Publishers und dem College of Arms in London sowie dem Christ Church College der Universität Oxford. Von August 1999 bis Ende 2008 war sie fest am Institute of Conservation and Management of Cultural Heritage (ICMCH) auf Malta angestellt, wo sie neben der Arbeit als Restauratorin auch in der Lehre tätig war. Von 2009 bis 2021 war Zammit Lupi freiberuflich als Restauratorin tätig und arbeitete unter anderem im koptisch-orthodoxen Syrer-Kloster sowie im griechisch-orthodoxen Katharinenkloster in Ägypten, an der Bibliothek des Wellcome Trust, an der Bibliothek der Calke Abbey, für die Ernährungs- und Landwirtschaftsorganisation der Vereinten Nationen in Rom und an der The Lewis Music Library des Massachusetts Institute of Technology. Zudem war sie Head of Conservation at The Notarial Archives in Valletta. Lehraufträge hatte Zammit Lupi am West Dean College, der New York University, an der Universität Zadar, am Corpus Christi College in Cambridge und immer wieder an der University of Malta. Unterbrochen wurde die Zeit der Selbstständigkeit zwischen August 2011 und Mai 2013, als sie als Senior Paper Conservator der Museum Conservation Services in Cambridge tätig war, wo neben den universitären Sammlungen und den Museen der Stadt auch Objekte aus Privatbesitz restauriert wurden.
Seit 2021 leitet Zammit Lupi die Konservationsabteilung der Spezialsammlungen der Universität Graz. Hier gehört zu ihrem Aufgabenbereich neben der Konservierung und dem Erhalt der Bestände der Spezialsammlungen auch die Leitung des Konservationslabors. Die Spezialsammlungen umfassen etwa 250.000 Objekte aus rund 2500 Jahren. Gemeinsam mit VESTIGIA, dem Zentrum für die Erforschung des Buch- und Schrifterbes ist sie zudem für die Forschungsprojekte und die Publikationen zuständig. Mitte 2023 wurde Zammit Lupi einer größeren internationalen Öffentlichkeit bekannt, als ihre Entdeckung am Grazer Mumienbuch bekannt gemacht wurde. Hier konnte sie im Rahmen von zunächst als Routinearbeiten durchgeführten Untersuchungen aufzeigen, dass der ins 3. Jahrhundert vor Chr. datierte und später als Mumienumhüllung genutzte Papyrus ursprünglich eine Heftung aufwies und somit das derzeit potentiell deutlich älteste Exemplar eines Buches in Kodexform ist. Die bis dahin bekanntesten ältesten Exemplare waren etwa 400 Jahre jünger. Somit würde sich ein Teil der Buchgeschichte deutlich verändern.
Zammit Lupi ist Mitglied verschiedener berufsständischer sowie wissenschaftlicher Organisationen, darunter der Islamic Manuscript Association (seit 2009), der Ligatus Research Unit (2007), der Internationale Arbeitsgemeinschaft der Archiv-, Bibliotheks- und Graphikrestauratoren (IADA, 2014), der Associazione Italiana dei Conservatori e Restauratori degli Archivi e delle Biblioteche (2013), der Malta Association of Professional Conservators-Restorers (2007) und der Vereinigung Österreichischer Bibliothekarinnen und Bibliothekare (VÖB, 2021). Zudem ist sie akkreditiertes Mitglied des Institute of Conservation (ICON, 2001) und ernannte Gerichtsexpertin des maltesischen Gerichtshofs als Expertin für Papierkonservierung und forensische Angelegenheiten, die im Zusammenhang mit Papier stehen. 2024 erhielt sie das Ehrenzeichen des Landes Steiermark für Wissenschaft, Forschung und Kunst.

## Belege und Anmerkungen
1. ↑  Restauratorin Theresa Zammit Lupi über die Entdeckung des Mumienbuchs. Abgerufen am 2. Dezember 2023 (deutsch).
2. ↑  Zammit Luppi spricht fließend Maltesisch, Englisch und Italienisch, hat Grundkenntnisse in Deutsch, Französisch und Arabisch sowie basale Kenntnisse im Lateinischen und Spanischen.
3. ↑  VESTIGIA Forschungszentrum - VESTIGIA Zentrum für die Erforschung des Buch- und Schrifterbes. Abgerufen am 2. Dezember 2023.
4. ↑  Grazer Mumienbuch: Muss die Buchgeschichte neu geschrieben werden? - Grazer Mumienbuch. Abgerufen am 2. Dezember 2023.
5. ↑  Uni Graz Pressekonferenz Mumienbuch // Press Conference Mummy Book. Abgerufen am 2. Dezember 2023 (deutsch).
6. ↑  Interview der Woche | "Ich habe drei Nächte lang nicht geschlafen". 20. August 2023, abgerufen am 2. Dezember 2023.
7. ↑  Hohe Landesauszeichnungen an 16 steirische Persönlichkeiten. In: steiermark.at. 6. Mai 2024, abgerufen am 6. Mai 2024.

| Personendaten    | Personendaten             |
| ---------------- | ------------------------- |
| NAME             | Zammit Lupi, Theresa      |
| KURZBESCHREIBUNG | maltesische Restauratorin |
| GEBURTSDATUM     | 16. Oktober 1972          |
| GEBURTSORT       | Malta                     |